# Харухи Судзумия (франшиза)
Харухи Судзумия (яп. 涼宮ハルヒ Судзумия Харухи) — имя героини ранобэ, которое объединяет ряд посвящённых ей художественных произведений различного формата. Отдельные тома ранобэ выходили по одной под разными названиями вида «Suzumiya Haruhi no…» (яп. 涼宮ハルヒの… Судзумия Харухи но…), то есть, буквально: «что-либо Харухи Судзумии». Автор сюжета — Нагару Танигава, иллюстраций — Ито Нойдзи. До выхода в виде отдельного издания ранобэ о Харухи Судзумии публиковались в журнале The Sneaker издательства Kadokawa Shoten, которое отвечает за публикацию и ряда манга-адаптаций.
На основе ранобэ вышли манга и аниме-адаптации. С 5 июля 2006 года на сайте компании Lantis выходят передачи интернет-радио с участием сэйю трёх главных героинь аниме. Передачи называются «Радзиобангуми» (ラジオ番組), то есть «Радиопередача».
Премьерный показ 14-серийного аниме-телесериала производства Kyoto Animation под названием «Меланхолия Харухи Судзумии» прошёл на телевидении Японии в 2006 году. Аниме охватывает первую и третью книги, а также фрагменты второй, пятой и шестой. Компанией «Реанимедиа» приобретена лицензия на данную аниме-адаптацию на территории России, Беларуси, Украины, Казахстана и стран Балтии. DVD-издание с русским дубляжом поступило в продажу в середине лета 2008 года. 27 сентября 2010 года было объявлено о лицензировании второго сезона сериала и аниме-фильма «Исчезновение Харухи Судзумии».
Публикация десятой книги неоднократно откладывалась. Премьерная трансляция второго сезона главной аниме-адаптации прошла в 2009 году в Японии — в рамках показа как старых, так и новых серий в хронологическом порядке разворачивающихся в них событий (первая из новых серий показана 22 мая (по московскому времени — 21 мая) 2009). Появление новых серий в эфире произошло без официальных объявлений и анонсов. Телепоказ первоначально был заявлен как простой повтор первого и единственного сезона.
26 апреля 2013 года в продажу поступил артбук Ито Нойдзи «Сто цветов Харухи» (яп. ハルヒ百花 Харухи хякка) с рассказом «Случайные числа» (яп. あてずっぽナンバーズ Атэдзуппа намба:дзу). В выпущенном 31 октября 2018 года журнале «The Sneaker LEGEND» был опубликован рассказ «Овертайм семи тайн» (яп. 七不思議オーバータイム  Нанафусиги о:ба:таиму).
12-й том под названием «Интуиция Харухи Судзумии» (яп. 涼宮ハルヒの直観 Судзумия Харухи но тёккан) появился в продаже 25 ноября 2020 года, в него вошли рассказы «Случайные числа» и «Овертайм семи тайн», опубликованные ранее, и новый рассказ «Вызов Цуруи».

## Сюжет

### Оригинальный сюжет
Согласно сюжету, за три года до основных событий ранобэ произошло некое событие, ставшее объектом внимания ряда организаций. Каждая организация имеет свою собственную версию о том, что именно произошло. Однако все они сходятся в том, что причиной происшествия стала некая Харухи Судзумия, не интересующаяся обычными людьми и одержимая идеей поиска всего паранормального. При этом, по общему мнению, своих собственных необычных способностей она не осознаёт.
Повествование идёт от имени главного персонажа Кёна, в прошлом мечтавшего столкнуться с чем-то необычным, но выступать при этом героем второго плана. В начале событий ранобэ Судзумия поступает в одну с Кёном старшую школу и сразу же объявляет, что интересуется только экстрасенсами, пришельцами из космоса и параллельных миров, а также путешественниками во времени. С подачи Кёна она организует собственный кружок SOS, призванный разыскивать и исследовать любые необычные явления. Помимо себя и Кёна девушка вписывает в члены кружка Юки Нагато, Микуру Асахину и Ицуки Коидзуми. Вскоре все три новых члена SOS раскрывают Кёну, что являются представителями трёх организаций, тайно наблюдающих за Судзумией. Нагато является агентом пришельцев из космоса, представляющих собой информационные формы жизни. С их точки зрения, Судзумия стала причиной «информационного взрыва» и является ценным объектом для исследований, способным дать информацию для дальнейшей эволюции. Асахина представляет путешественников во времени, полагающих, что Судзумия стала причиной «времятресения», и неспособных пройти в прошлое дальше чем на три года до основных событий. Наконец, Коидзуми представляет экстрасенсов, считающих Судзумию богом, три года назад сотворившим мир и наделившим их паранормальными способностями. Позднее к SOS временно присоединяется Ясуми Ватахаси, которая в итоге оказывается альтер эго Судзумии.
По мере развития сюжета Кён сталкивается с рядом паранормальных явлений, а также оказывается втянут в разборки между организациями, стремящимися использовать его для влияния на Судзумию. В разрешении возникших проблем ему помогают остальные члены SOS. Несмотря на происходящее рядом с SOS, Судзумия никогда не замечает, что разыскиваемые ею чудеса происходят рядом с ней, а все приключения достаются Кёну.

### Сюжет аниме (2006)
Сюжет аниме в основном следует первой книге серии повестей, в отдельных сериях перемешиваясь с историями из последующих книг. Аниме состоит из четырнадцати серий, которые намеренно демонстрировались не в хронологическом порядке.
Первая (по порядку показа) серия аниме начинается с демонстрации «любительского фильма», снятого персонажами этого сериала. Средствами анимации имитируются такие особенности любительской видеосъёмки, как расфокусированное изображение, попадание в кадр режиссёра, плохая игра актёров. По сюжету фильма, путешественница во времени из будущего, подрабатывающая промоутером, должна защитить старшеклассника, обладающего невиданной силой, от злой волшебницы-инопланетянки.
Главная героиня повествования — Харухи Судзумия, ученица первого класса японской старшей школы (по российским стандартам примерно 10-го), возглавившая школьный клуб под названием «Команда SOS» (яп. SOS団 Эсу О: Эсу Дан) для поиска инопланетян, гостей из будущего, людей из параллельных миров и других необычных существ и явлений. Название клуба — это сокращение от «Команда Харухи Судзумии, от которой Обалдеет этот Скучный мир.» (яп. 世界を大いに盛り上げるための涼宮ハルヒの団 Сэкай о О:й ни мориагэру тамэ но Судзумия Харухи но дан).
Протагонист — Кён, и от его лица ведётся повествование. Кён перешёл в новую школу и во время первого урока в новом классе заметил эксцентричную девушку, сидящую за соседней партой. Она в своём приветствии сообщила, что её интересуют только инопланетяне, люди из параллельных миров, гости из будущего и экстрасенсы, которых она ищет, и что если таковые есть в этом классе, то она ожидает встречи с ними.
Позднее Кён заинтересовался этой девушкой. Расспрашивая о ней у своих одноклассников, он выяснил, что она практически ни с кем не общается и всех игнорирует. Тем не менее Кёну удаётся с ней поговорить, и после пары небольших бесед с ним Харухи решает создать кружок «Команда SOS». В дальнейшем в него вступают ещё несколько человек. Далее они сообщают и доказывают Кёну, что не являются обычными людьми, и что в кружке есть инопланетянин, гостья из будущего и экстрасенс. Всех их по тем или иным причинам интересует Харухи.
Окружение и параллели с реальным миром
Действие аниме-сериала происходит в городе Нисиномия, префектура Хёго, а школа — это Университет Кансэй Гакуин, где учился автор оригинального сюжета, Нагару Танигава. Настоящие названия в аниме незначительно модифицируются, например:
- Станция Китагути в аниме, на самом деле станция Нисиномия Кутагути.
- Станция Кёёэн (光陽園駅) имеет реальный прототип — Кёёэн (甲陽園駅), отличается только первый кандзи, читается одинаково.
- Бейсбольная команда Пираты Камигахары (上ヶ原パイレーツ), которая встречается в 4-й серии, действительно существует в университете Кансэй Гакуин, только под именем Пираты Уэгахары, отличается только чтение (иероглиф 上 имеет несколько чтений).

Кроме того, многие сцены в аниме проходят в реально существующих местах в округе города Нисиномия.

## Персонажи
Кён (яп. キョン) — протагонист, от чьего лица ведётся повествование. «Кён» — прозвище персонажа, придуманное его тётей и распространённое младшей сестрой. Настоящее имя не называется, но сообщается, что оно внушительное и благородное. В отличие от всех прочих членов SOS является обычным, ничем не выделяющимся человеком. Однако благодаря его отношениям с Судзумией наблюдающие за ней организации заинтересованы в Кёне как в инструменте влияния на девушку. В SOS Кён выполняет роль чернорабочего, однако поручения Судзумии выполняет спустя рукава. Также он координирует паранормальную деятельность членов и сдерживает Судзумию, когда она заходит слишком далеко в своих развлечениях. Регулярно повторяет, что хотел бы жить обычной жизнью. Получив возможность жить в мире без каких-либо необычных явлений, вынужден был признать, что надо быть дураком, чтобы отказаться от жизни, полной чудес.
Сэйю: Томокадзу Сугита.
Харухи Судзумия (яп. 涼宮 ハルヒ Судзумия Харухи) — ученица первого класса старшей школы; персонаж, на котором сосредоточен сюжет повествования. Наглая и эгоцентричная девочка. Она отлично показывает себя в учёбе и спорте, в своё время пользовалась большой популярностью у парней из-за своей привлекательной внешности. Хорошо поёт, знает английский язык, неплохо дерётся, довольно сообразительна. До создания «команды SOS» в общественной жизни никакого участия не принимала и упорно избегала общения, в грубой форме отклоняя любые попытки контакта. По её же словам, её интересуют только пришельцы, гости из будущего, параллельных миров, экстрасенсы и другие загадочные личности. Обычные люди не интересуют её, она не желает иметь с ними никаких дел. От скуки Харухи даже основала школьный кружок «Команда SOS», посвящённый поискам инопланетян, призраков и всего необычного. Перед этим она вступала на пару дней в каждый из уже существующих кружков своей школы, чтобы проверить, есть ли там что-нибудь необычное.

## Книги
Первая книга появилась в 2003 году, девятая книга опубликована 1 апреля 2007 года. Дата выхода десятой первоначально была перенесена с заранее объявленной, 1 июня 2007, на неопределённое время. В итоге 10-й и 11-й тома вышли в один день: 25 мая 2011 года в ограниченном издании и 15 июня 2011 года в обычном.
Истории книг претерпели ряд адаптаций в другие форматы. Первая книга в серии называется «Suzumiya Haruhi no yuuutsu» (яп. 涼宮ハルヒの憂鬱 Судзумия Харухи но ю:уцу, Меланхолия Харухи Судзумии), и именно это название использовано для двух манг, выпуск первой из которых был быстро прекращён после начала в 2004 году, а второй продолжается с 2005 года.
Романы были лицензированы компанией Kadokawa Media для публикации в Гонконге, Тайване и Китае, а также в Южной Корее (Daiwon CI) и в США (Little, Brown и Yen Press). Согласно информации издательства Kadokawa Shoten, к 2011 году книги были опубликованы в 15 странах мира.

## Манга
Всего было создано две манга-адаптации, обе они публиковались издательством Kadokawa Shoten в журнале Shounen Ace. Первая адаптация за авторством Макото Мидзуно публиковалась с мая по декабрь 2004 года, затем издательство Kadokawa Shoten отменило её выпуск, удалив соответствующие данные из официального каталога. Она имела существенные отличия от оригинального сюжета лайт-новел, а оригинальный автор принимал незначительное участие в её производстве. Вторая адаптация, иллюстрированная Гаку Цугано, начала выходить через год, покрыла все вышедшие тома ранобэ и «ушла на перерыв» после 20 томов. Обе манга-адаптации были нацелены на более молодую аудиторию, чем оригинал, чтобы расширить общее количество фанатов всей серии. 17 апреля 2008 года компания Yen Press анонсировала приобретение лицензии на публикацию в Северной Америке первых четырёх томов второй манги, пообещав, что манга не подвергнется цензуре.
Официальная манга-ёнкома The Melancholy of Haruhi-chan Suzumiya автора Пуё, являющаяся пародией на оригинальное произведение, начала публиковаться в Shōnen Ace 26 июля 2007 года, а с 30 августа — в журнале The Sneaker. Первый танкобон был выпущен 26 мая 2008 года, второй — 26 декабря, а третий — 10 июля 2009 года. Yen Press лицензировала мангу Haruhi-chan для выпуска в Северной Америке на английском языке, первый том был опубликован 26 октября 2010 года. Другая ёнкома Nyorōn Churuya-san авторства Эретто (Уцура Урарака) первоначально являлась додзинси, пародирующей версию Цуруи; манга была впервые опубликована в трёх томах (изданных в августе 2006 года, феврале 2007 года и в октябре 2007 года), а с ноября 2008 года начала выходить в журнале Comp Ace. В обеих мангах применяется техника супердеформации.
Манга The Disappearance of Nagato Yuki-chan (яп. 長門有希ちゃんの消失 Нагато Юки-тян но Сё:сицу) начала публиковаться в журнале Young Ace издательства Kadokawa Shoten в июле 2009 года. Её действие происходит в альтернативной реальности четвёртого романа под названием The Disappearance of Haruhi Suzumiya. Манга Yuki-chan также была лицензирована Yen Press. Другая манга-ответвление под заглавием The Intrigue of Itsuki Koizumi (яп. 古泉一樹の陰謀 Коидзуми Ицуки но Имбо:) вышла 18 апреля 2012 года в номере журнала Altima Ace издательства Kadokawa Shoten.

## Аниме

### Аниме 2006 года
Аниме-экранизация режиссёра Тацуи Исихары, созданная японской студией Kyoto Animation, появилась на японских экранах в апреле 2006 года. Всего было создано 14 серий по 24 минуты, их трансляция прошла в период со 2 апреля по 2 июля 2006 года. Сюжет базировался на одноимённой первой «лёгкой новелле» «Меланхолия Харухи Судзумии», но в аниме также используются отрывки из сюжетов 3, 5 и 7 томов «лёгких новелл».
После выхода аниме представителям компании Kadokawa Shoten стали поступать предложения о лицензировании франшизы. 23 декабря 2006 года аниме было лицензировано компанией Bandai Entertainment и распространялось ей в период с мая по ноябрь 2007 года на четырёх DVD-дисках. Полный бокс-сет вышел 29 июля 2008 года. Аниме также транслировалось в Италии по каналу Rai 4 с 24 октября 2010 года по 6 февраля 2011 года. Коллекционное ограниченное издание, выпущенное в Северной Америке, включало в себя DVD с сериями, переведёнными на английский язык и идущими в хронологическом порядке, диск с сериями, идущими в порядке их трансляции по телевидению и снабжёнными субтитрами, а также официальный CD-диск, содержащий открывающую и закрывающую заставки и песни, звучащие в самом аниме. В июне 2007 года аниме было лицензировано компанией Madman Entertainment для распространения на территории Австралии.
7 июля 2007 года газета «Асахи симбун» анонсировала показ второго сезона аниме. Рекламные ролики включали в себя видео в стиле live action, изображающее Харухи и Кёна. 18 декабря 2007 года на официальном сайте аниме haruhi.tv были размещены ложные сообщения об ошибке 404 и поля ввода, позволяющие получить информацию о четвёртом томе романа The Disappearance of Haruhi Suzumiya. На том же сайте была размещена информация об отмене выпуска второго сезона.

### Аниме 2009 года
Конкретных сроков выхода второго сезона аниме не называлось. В апреле 2009 года начался повторный показ первого сезона. Впоследствии появилось сообщение одной из телевизионных станций Teletama о том, что в 2009 году будет показано 28 серий, то есть за первым сезоном каналы покажут и второй, однако компания Kadokawa не подтвердила данное предположение, заявив о том, что в весеннем куре будет лишь повторно показан первый сезон. Существовали утечки информации: свидетельство о планах показа суммарно 28 серий (в первом сезоне всего 14 серий) и совпадение названия очередной серии в сетке одного из телеканалов с названием неэкранизированного рассказа.
Первые семь серий новой трансляции были повторами серий, выпущенных в 2006 году. Первая новая серия Bamboo Leaf Rhapsody (яп. 笹の葉ラプソディ Саса но ха рапусоди), шедшая как восьмая серия повторного показа, была продемонстрирована 21 мая 2009 года. В отличие от первого показа в данном случае серии (в том числе и новые) транслировались в хронологическом порядке. Вскоре после вещания сериал был опубликован на официальном канале Kadokawa на YouTube, куда была добавлена поддержка английских субтитров. Ретрансляция была лицензирована Bandai Entertainment в 2010 году и 14 сентября выпущена в США в качестве полной коллекции. 4 июля 2011 года в Великобритании компания Manga Entertainment выпустила сезон в 4-дисковом бокс-сете, куда также вошли минисерии Haruhi-chan.
В связи с нехваткой материала для второго сезона аниме, арка Endless Eight (яп. エンドレスエイト Эндоресу эйто, рус. «Бесконечный август»), повествующая о временной петле, была выпущена в 8 сериях. Сюжет серий арки практически полностью совпадает, хотя все эти серии не являются простым повторением, так как в них постоянно меняются различные детали: одежда персонажей, места, занимаемые ими в кафе и т. д., отчасти даже графические образы персонажей. Поскольку трансляция производилась по одной серии в неделю, зрители на протяжении почти двух месяцев видели на экране одни и те же события.
На YouTube было опубликовано выступление бывшего сотрудника Kyoto Animation, Ямамото Ютаки (山本寛; он участвовал в работе над первым сезоном «Харухи»; известен также как режиссёр первых четырёх серий Lucky Star и (уже после ухода из Kyoto Animation) режиссёр сериала Kannagi). Выступая на посвящённом аниме мероприятии Otakon 2009, Ямамото, отвечая на заданный ему вопрос, сказал, что ещё год назад знал о планах по созданию такой арки и был против. Ощущая тем не менее свою вину за происходящее, он принёс зрителям свои извинения. В ответ на это студия Kyoto Animation заявила, что речь идёт о человеке, который «не имеет никакого отношения к нашей компании».
В титрах обоих сезонов присутствует нестандартное обозначение режиссёров. В первом сезоне Харухи Судзумия была указана как «суперрежиссёр» (超監督), а режиссёр Исихара Тацуя — как просто «режиссёр». Во втором сезоне слово «режиссёр» в титрах отсутствует вовсе, Судзумия Харухи обозначена, как «бригадир» (団長), генеральный режиссёр Тацуя Исихара — как «представитель бригадира» (団長代理), а режиссёр Ясухиро Такэмото — как «помощник бригадира» (団長補佐).

### Ответвления
В 2008 году в октябрьском номере журнала Shōnen Ace была анонсирована публикация двух ONA-ответвлений, созданных на основе официальных пародийных манг The Melancholy of Haruhi-chan Suzumiya (яп. 涼宮ハルヒちゃんの憂鬱 Судзумия Харухи-тян но Ю:уцу) и Nyoro~n Churuya-san (яп. にょろーん☆ちゅるやさん Нёрон Тюруя-сан). Две серии с поддержкой японских и английских субтитров были выложены на канал Kadokawa на YouTube 13 февраля и 15 мая 2009 года; до этого на канале было размещено 46-секундное видео с изображением лодок на закате. Обе серии были озвучены актёрами, принимавшими участие в создании оригинального аниме. В мае—июле 2009 года ONA Харухи-тян были выпущены в Японии в продажу на 3 DVD, а 27 августа 2010 года — в формате Blu-ray. Ответвления были лицензированы Bandai Entertainment и дублированы Bang Zoom! Entertainment для выпуска на DVD. Первое издание вышло 5 октября 2010 года.
По манге «Исчезновение Нагато Юки-тян» также было решено снять аниме-сериал. Экранизация, выпущенная студией Satelight, вышла на экран в 2015 году. Режиссёром-постановщиком был назначен Вада Дзюнъити. Дизайном персонажей на этот раз занялся Ико Икуко. Озвучивали персонажей те же актёры, что и для Kyoto Animation.

### Аниме-фильм (2010 год)
Сразу после трансляции последней серии телеверсии 2009 года по японскому телевидению был показан первый тизер полнометражного анимационного фильма The Disappearance of Haruhi Suzumiya (яп. 涼宮ハルヒの消失 Судзумия Харухи но Сёсицу), объявленного к выходу весной 2010 года в кинотеатрах Японии. Сам фильм, созданный студией Kyoto Animation на основе четвёртого романа о Харухи Судзумии, вышел 6 февраля 2010 года. За два дня показа сборы составили около 100 млн иен, а сам фильм удостоился седьмого места в японском киночарте; спустя неделю сборы составили уже 200 млн иен. DVD и BD-диски с фильмом поступили в продажу в Японии 18 декабря 2010 года. Фильм также был лицензирован компанией Bandai Entertainment и выпущен ей 20 сентября 2011 года.

## Саундтрек
Открывающие темы
- Юко Гото — «Кой но Микуру дэнсэцу» (яп. 恋のミクル伝説, «Легенда о влюблённой Микуру») (1-я серия).
- Ая Хирано — «Бокэн дэсё дэсё?» (яп. 冒険でしょでしょ？ Бо:кэн дэсё дэсё?, «Это приключение, да, да?») (2-14 серии).
- Ая Хирано — «Super Driver» (2009)

Закрывающие темы
- Ая Хирано (Харухи Судзумия), Минори Тихара (Юки Нагато), Юко Гото (Микуру Асахина) — «Харэ харэ юкай» (яп. ハレ晴レユカイ, «Погожее-погожее веселье»).
- Кой но Микуру Дэнсэцу
- Ая Хирано, Минори Тихара, Юко Гото — «Tomare!» (яп. 止マレ！ Томарэ!, «Стоп!») (2009)

Другие
- Ая Хирано — «Lost my music» (с англ. — «Забыла музыку») (12 серия).
- Ая Хирано — «God knows…» (с англ. — «Бог знает…») (12 серия).

Композиции в чартах
- Песня «Харэ харэ юкай» дебютировала в чартах Oricon (который отслеживает самые продаваемые синглы в Японии) 10 мая 2006 года на 15-м месте, максимально высокое место (№ 1) было достигнуто 12 мая 2006 года. В еженедельных чартах Oricon она дебютировала на 5-м месте (на тот момент было продано 34 881 копий компакт-дисков)[66][67].
- Сингл «Судзумия Харухи но цумэавасэ» (яп. 涼宮ハルヒの詰合 «Ассорти Харухи Судзумии») дебютировал 21 июня 2006 года на 9-й строчке ежедневных чартов Oricon, самые высокое место (№ 5) было достигнуто 24 июня 2006 года. На еженедельных чартах Oricon он дебютировал на 5-м месте, с продажами в 32 499 копий[68][69]. «Bōken Desho Desho?» и «Saikyō Pare Parade» также удостоились призовых мест в чарте[70].

## Аудиопостановки
На основе произведения была создана серия радиопостановок. Первая под названием SOS Dan Radio Shibu Bangai Hen CD Vol.1, основанная на аниме-версии, была выпущена 5 июля 2006 года компанией Lantis. Вторая постановка вышла 21 сентября 2006 года, а третья — 21 декабря 2006 года. Drama CD Sound Around был издан 24 января 2007 года Lantis.

## Видеоигры
Всего по «Харухи Судзумии» было выпущено восемь игр для различных платформ. 20 декабря 2007 года Namco Bandai Games выпустила визуальный роман The Promise of Haruhi Suzumiya (яп. 涼宮ハルヒの約束 Судзумия Харухи но Якусоку), предназначенный для PlayStation Portable. 31 января 2008 года компанией Banpresto была издана приключенческая игра для приставки PlayStation 2 под названием The Perplexity of Haruhi Suzumiya (яп. 涼宮ハルヒの戸惑 Судзумия Харухи но Томадои). Данный проект попал в список ста самых продаваемых игр Японии 2008 года, заняв в нём 95-е место и разошедшись тиражом 139 425 копий. В январе 2009 года издательством Kadokawa Shoten была разработана третья по счёту игра The Excitement of Haruhi Suzumiya (яп. 涼宮ハルヒの激動 Судзумия Харухи но Гэкидо:) для платформы Wii.
В 2009 году компанией Sega были выпущены игры The Series of Haruhi Suzumiya (яп. 涼宮ハルヒの直列 Судзумия Харухи но Тёкурэцу) для Nintendo DS и The Parallel of Haruhi Suzumiya (яп. 涼宮ハルヒの並列 Судзумия Харухи но Хэирэцу) для Wii. В феврале 2010 года Kadokawa Shoten выпустила The Day of Sagittarius III на японском и английском языках, доступную на сервисе цифровой дистрибуции App Store. В мае 2011 года вышла игра The Reminiscence of Haruhi Suzumiya (яп. 涼宮ハルヒの追想  Судзумия Харухи но Цуисо:) от Namco Bandai Games в двух версиях — для Playstation 3 и Playstation Portable. Её сюжет является продолжением фильма Исчезновение Харухи Судзумии. Персонажи «Харухи Судзумии» также появляются в PSP-игре Nendoroid Generation, совместно созданной компаниями Namco Bandai Games, Good Smile Company и Banpresto.
| Название                                                 | Год выпуска | Платформа                           | Жанр                    | Разработчик / Издатель |
| -------------------------------------------------------- | ----------- | ----------------------------------- | ----------------------- | ---------------------- |
| Suzumiya Haruhi no Yakusoku (涼宮ハルヒの約束)           | 2007        | Playstation Portable                | Квест, Визуальный роман | Namco Bandai Games     |
| Suzumiya Haruhi no Tomadoi (涼宮ハルヒの戸惑)            | 2008        | Playstation 2                       | Квест, Визуальный роман | Banpresto              |
| Suzumiya Haruhi no Gekidō (涼宮ハルヒの激動)             | 2009        | Wii                                 | Музыкальная             | Kadokawa Shoten        |
| Suzumiya Haruhi no Heiretsu (涼宮ハルヒの並列)           | 2009        | Wii                                 | Квест                   | Sega                   |
| Suzumiya Haruhi no Chokuretsu (涼宮ハルヒの直列)         | 2009        | Nintendo DS                         | Квест, Визуальный роман | Sega                   |
| Day of Sagittarius III (射手座の日)                      | 2010        | iOS                                 | Стратегия               | Kadokawa Shoten        |
| Suzumiya Haruhi no Tsuisō (涼宮ハルヒの追想)             | 2011        | Playstation 3, Playstation Portable | Квест                   | Namco Bandai Games     |
| Suzumiya Haruhi-chan no Mahjong (涼宮ハルヒちゃんの麻雀) | 2011        | Playstation Portable                | Маджонг                 | Kadokawa Games         |

## Восприятие

### Данные о продажах
Первый роман The Melancholy of Haruhi Suzumiya был удостоен ежегодной награды Гран-при от Sneaker Awards. Серия романов снискала коммерческий успех в Японии, по состоянию на сентябрь 2007 года было продано около 4 300 000 копий. К 2011 году продажи романов и манги по всему миру достигли 16,5 млн печатных экземпляров, а продажи первого романа в Японии превысили 1 000 000 копий. В 2006 году первые семь томов романа попали в список бестселлеров, опубликованный на сайте Amazon.com, а к 2008 году серия заняла 7-е место в списке романов лайт-новел, имевших высокий уровень продаж.
В декабре 2006 года аниме «Меланхолия Харухи Судзумии» было признано одним из самых популярных в Японии по версии журнала Newtype USA. Первые два DVD-комплекта в августе 2006 года были проданы в количестве 70 000 и 90 000 копий соответственно. В списке «Top Ten Anime of 2007», составленном на сайте IGN, аниме заняло пятую позицию. Телесериал занял 4-е место по результатам публичного опроса на тему любимых телесериалов на сайте TV Asahi в 2006 году. К концу 2007 года продажи седьмого издания сериала составили 45 000 копий. Аниме также попало в список DVD-релизов 20 самых успешно продаваемых анимаций 2007 года, опубликованный на японском сайте Nikkei Business Online.

### Награды
Аниме о Харухи Судзумии выиграло премию Animation Kobe в 2006 году, в 2010 году этой же премии в номинации «Theatrical Film Award» удостоился фильм «Исчезновение Харухи Судзумии». Наравне с Code Geass и Death Note оно было названо одним из лучших сериалов на ежегодной церемонии Tokyo Anime Awards, прошедшей в 2007 году. Ая Хирано, которая озвучила Харухи, победила в номинации «Лучшая актриса озвучивания». Она же одержала победу на вручении премии Seiyu Awards как «Лучшая актриса главной роли» в 2007 году. Ответвления The Melancholy of Haruhi-chan Suzumiya и Nyorōn Churuya-san были удостоены награды Network award на 14-й церемонии Animation Kobe.

### Отзывы и критика
Критиками ANN было написано несколько рецензий на аниме-сериал. Терон Мартин писал, что среди всех странностей сериала особенно выделяются центральные персонажи. В качестве плюсов им были отмечены гладкая и детализованная анимация и ненавязчивый саундтрек. В конце обзора он отметил, что многие аспекты аниме могут вызвать дискуссии; сериал, по мнению рецензента, предназначен преимущественно для отаку и новоиспечёнными поклонниками аниме может быть не принят. Люк Керролл посчитал, что очарование данного сериала исходит от эксцентричной натуры и поступков Харухи. В сравнении с другими аниме-сериалами «Меланхолия Харухи Судзумии» был назван одним из лучших — «с хорошим юмором и красивым рисунком». На юмор сериала обратил внимание также и Карл Кимлинджер; по его мнению, комментарии Кёна играют главную роль в нём.
Обозреватель журнала Newtype USA Крис Джонстон отмечал, что уникальность аниме, отличающая его от обычной школьной комедии, состоит в безупречном стиле и необычном формате сериала, когда знакомые архетипы персонажей поставлены в нестандартные ситуации. По мнению рецензента, зрителю обязательно нужно посмотреть аниме, чтобы понять половину всех шуток данного жанра, которые будут наличествовать в ближайшие годы.
Обозреватель THEM Anime Карлос Росс посчитал первую серию «самым странным началом», которое он когда-либо видел. Нестандартный порядок показа серий, по мнению рецензента, способен запутать зрительскую аудиторию. В целом позитивно оценив сериал, обозреватель подытожил, что «Меланхолию Харухи Судзумии», которая «способна избавить от скуки даже самых унылых поклонников», можно назвать как угодно, но только не меланхолией.
Согласно рецензии журнала «Мир фантастики», аниме может на первый взгляд показаться обычной школьной комедией с примесью мистики, однако оно содержит в себе множественные нестыковки, препятствующие окончательному пониманию сюжета, который каждый зритель в итоге воспримет по-своему. Рецензент отмечал отличия между книгами и аниме, сюжет которого значительно упрощён и не содержит ответов на многие возникающие вопросы.
Резонанс среди поклонников сериала вызвала арка «Бесконечный август» (яп. エンドレスエイト Эндорэсу эйто, Endless Eight), где на протяжении восьми серий повторяется один и тот же сюжет; данные серии вызвали недоумение и даже раздражение. Хотя все эти серии не являются простым повторением; в них постоянно меняются различные детали: одежда персонажей, места, занимаемые ими в кафе и т. д., отчасти даже графические образы персонажей.

### Культурное влияние
Аниме-сериал стал подобием интернет-мема в Японии, Азии и англоязычных странах. Существует более 2000 любительских клипов и пародий, размещённых фанатами на таких сайтах, как YouTube и Nico Nico Douga. Популярность данных клипов вынудила общество JASRAC, занимающееся защитой авторских прав, запросить удаление клипов с сервиса YouTube на основании того, что они нарушают авторские права. Популярность серии также привела к возникновению термина «харухизм».
Харухи, Юки и Микуру (озвученные Аей Хирано, Минори Тихарой и Юки Гото) в марте 2010 года появились на телепередаче Lotte Acuo Gum, в которой также принимал участие актёр Тома Икута. Профили трёх персонажей затем были размещены на официальном сайте Acuo.
На ICv2 отмечалось, что истории о Харухи Судзумии снискали популярность как в Японии, так и по всему миру; аналогичное мнение высказал и Крис Беверидж на сайте Mania.com. На книги и аниме приобретены лицензии для распространения в других странах. Существует много продукции для поклонников (брелоки, плюшевые игрушки, статуэтки, футболки). На персонажей обращают внимание и известные в Японии и в других странах косплееры. Ряд героев пародийных манги и аниме Lucky Star изображён фанатами Харухи.

### Влияние на математику
Нехронологический порядок трансляции аниме породил математическую задачу: «Какое наименьшее количество серий Харухи нужно посмотреть, чтобы увидеть оригинальные 14 серий в каждом возможном порядке?» В 2011 году усилия по решению «проблемы Харухи» на 4chan привели к доказательству нижней оценки длины суперперестановок, решив математическую задачу, остававшуюся открытой с 1993 года.

### ASOS Brigade
В декабре 2006 года компанией Bandai Entertainment был зарегистрирован веб-сайт asosbrigade.com. 22 декабря сайт был открыт для посещения, одновременно на нём было размещено live action видео, изображающее Харуку Иноуэ и Акиё Ямамото в ролях Микуру Асахины и Юки Нагато; роль Харухи Судзумии исполнила Патрисия Джа Ли. Спустя несколько дней на сайте было размещено то же самое видео, но теперь с поддержкой субтитров; лицензионное соглашение также было переведено на английский язык. На сайте была размещена ссылка на блог в социальной сети MySpace, попавший в число 50 наиболее часто посещаемых страниц сайта.
30 мая 2007 года на выставке Anime Expo 2007 было анонсировано мероприятие SOS Brigade Invasion Tour, назначенное на 30 июня. В ивенте принимали участие «прилетевшие непосредственно из Японии» Ая Хирано, Юки Гото и Минори Тихара. Кроме того, посетители Anime Expo могли принять участие в танцевальном конкурсе ASOS Dance Contest. В связи с большим количеством заранее заказанных билетов на выставку организаторам пришлось ограничить дальнейшие их продажи.